# 馬里烏斯·比爾特
馬里烏斯·比爾特（德語：Marius Bülter；1993年3月29日—）是一位德國足球運動員，在場上的位置是翼鋒。現效力於德甲球隊科隆。